# La lunga morte del colonnello Porter
La lunga morte del colonnello Porter (Proteus) è un romanzo di fantascienza dello scrittore John Paton, pubblicato per la prima volta in Inghilterra nel 1979. La traduzione italiana risale al 1982, pubblicata nella collana editoriale Urania  al nº 921.

## Trama
Il colonnello Porter, ufficiale del Corpo Spaziale, è stato abbandonato da 5 anni sul pianeta Conar, abitato dalla popolazione dei Drill. Allo scoppiare in una guerra all'interno del pianeta, il colonnello viene sacrificato da parte dei sacerdoti Drill, che lo abbandonano in una caverna infestata dai Testarossa, esseri dalle sembianze aracnoidi, che si serviranno del suo ventre per deporre e incubare le loro uova. A causa dell'iniezione di sostanze paralizzanti, il colonnello Porter si ritrova ad essere spettatore passivo dei rituali sessuali che i Testarossa svolgono sul suo corpo.
Dopo un anno trascorso in questa condizione terrificante, mantenuto in vita grazie ad una sostanza nauseabonda che gli viene inoculata direttamente in gola da parte dei Testarossa, viene tratto in salvo da alcuni membri del Corpo Spaziale. Il suo corpo è del tutto putrefatto e inservibile, ma il suo cervello, ancora perfettamente funzionante, viene asportato e mantenuto in vita all'interno di una struttura speciale. Per evitare i danni causati dall'assenza di stimoli esterni, il cervello del colonnello Porter viene tenuto costantemente sotto l'effetto di sedativi, che non gli permetteranno di concepire la condizione in cui si ritrova.
Quando viene scoperto che i Drill possiedono i segreti della teloforesi, cioè la capacità del teletrasporto, si presenta la necessità di riportare in vita il colonnello Porter, unico uomo in grado di tradurre la scrittura Drill, ormai del tutto estinti a causa di una guerra civile. Un'équipe di dottori e scienziati riesce a connettere il cervello del colonnello con un corpo artificiale dalle sembianze umane, ma dalle capacità fisiche nettamente potenziate. Dopo aver sfiorato la pazzia nella caverna dei Testarossa, il colonnello Porter si rifiuta di tornare su Conar e fugge dall'ospedale dove era avvenuta la sua resurrezione. Vittima di un equilibrio psichico precario, il fuggitivo non si farà scrupoli a uccidere tutti coloro che ostacoleranno la sua libertà. Il generale McShane, aiutato dall'équipe di medici, cercherà con tutti i mezzi di catturare Porter e ricondurlo su Conar, ma questa risulterà una prova molto difficile, date le grandi risorse del nuovo corpo del colonnello.